# Krill-do-norte
O krill-do-norte (Meganyctiphanes norvegica) é um crustáceo que vive no Atlântico Norte. É um importante componente do plâncton, a base da alimentação de baleias, peixes e aves. No Oceano Antártico o krill antártico, Euphausia superba,  tem este mesmo papel.
O krill-do-norte é a única espécie no género Meganyctiphanes.